# Rolls-Royce Trent
Rolls-Royce Trent je série tříhřídelových dvouproudových motorů s velkým obtokovým poměrem vyráběná firmou Rolls-Royce plc. Jde o další vývoj motoru RB211; tah se pohybuje od 240 do 430 kN. Verze motorů Trent jsou použity na letounech Airbus A330, A340, A350, A380, Boeing 777 a 787. Dále byly motory Trent použity pro námořní i průmyslové účely.
První moderní verze motoru Trent - Trent 600 - byla odvozena z modelu RB211-524L. Tah byl 289 kN (65,000 lbf) a průměr dmychadla 2,59 m. Původně byl určen pro McDonnell Douglas MD-11, ale vzhledem k nízkému úspěchu tohoto letadla byl program přerušen. Rolls-Royce chtěl ještě vyvinout motor pro novější modely firmy Boeing jako 747-X, 747-8 nebo 767-400ERX, ale Boeing si zde vybral motory firmy General Electric.
První běh verze pro A330 proběhl v srpnu 1990 u modelu Trent 700. Trent dosáhl významného komerčního úspěchu, když byl vybrán jako motor pro všechny tři varianty typu Boeing 787 (Trent 1000), dále Airbus A380 (Trent 900) a A350 (Trent XWB). Jeho celkový podíl na trzích, na kterých soutěží, je přibližně 40%.